# BMW 3.0 CSL
El BMW 3.0 CSL es un gran turismo de BMW, producido entre 1971 y 1975. Derivaba del coupé CS 3.0, un elegante y rápido deportivo al que se sometió a un importante proceso de aligerado.

## Origen

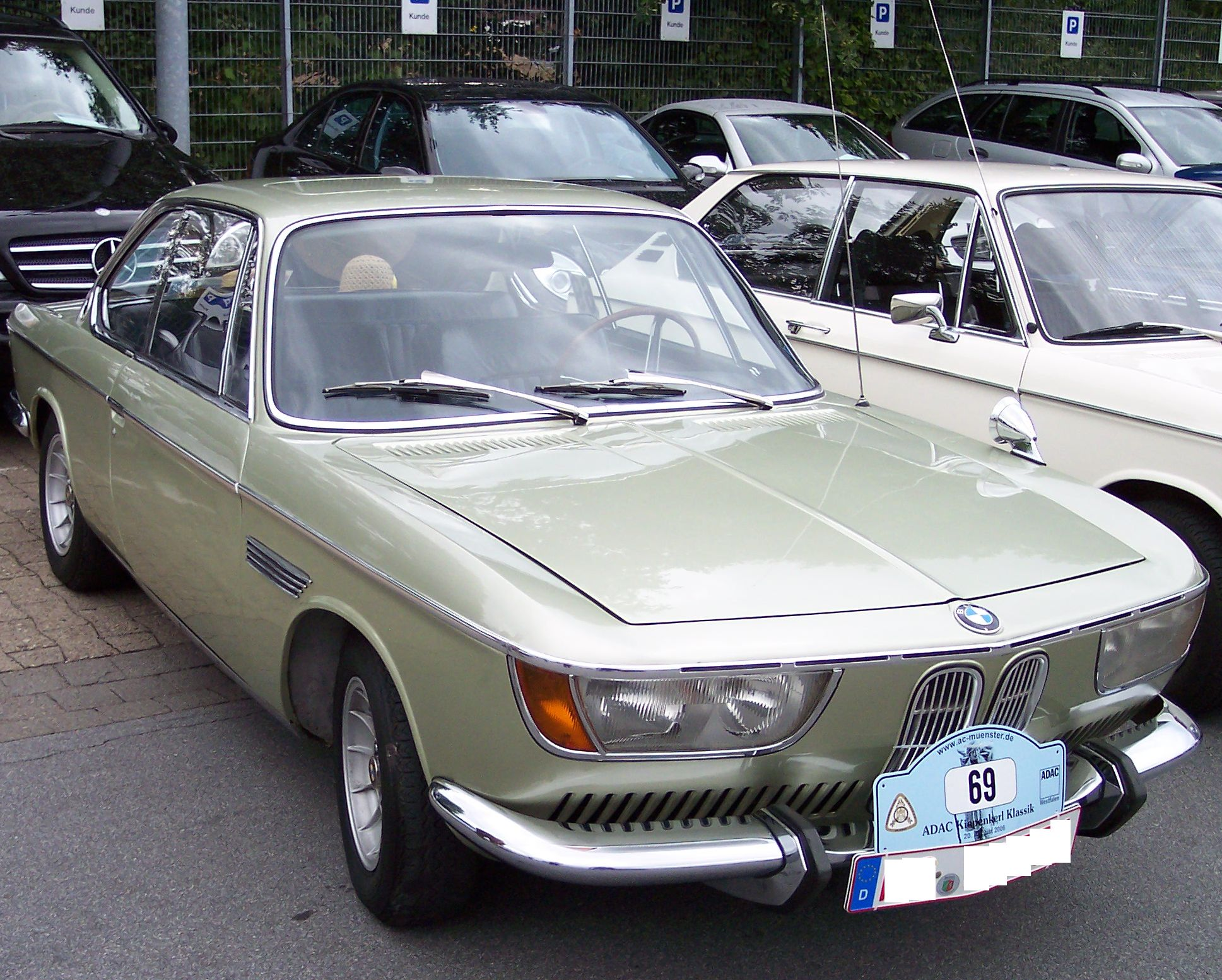
El BMW 2000CS, predecesor de la plataforma E9 por la cual el BMW 3.0 CSL fue desarrollado.

A principio de los años sesenta se creó el Campeonato de Europa de Turismos (ETCC), dicho campeonato alcanzó pronto un gran éxito con lo que numerosos fabricantes mostraron interés por el mismo. El arma definitiva de BMW para afrontar dicho reto fue el BMW 3.0 CSL. El CSL fue el primer producto que salió de la recién creada filial deportiva de la marca bávara BMW Motorsport, mostrando por primera vez los característicos colores rojo, azul y púrpura que se asocian a los BMW más deportivos. Por tanto puede considerarse el padre de todos los modelos "M" posteriores. También tiene el honor de ser el primer BMW Artcar, mezclando el arte con la tecnología, ya que dos unidades del CSL fueron decoradas por el escultor Alexander Calder y por el pintor Frank Stella.

## Diseño
En su versión de calle el CSL es un esbelto cupé de cuatro plazas de tamaño considerable, alcanzando una longitud total de 4,6 m (181,1 pulgadas). La carrocería sigue las líneas imperantes en los BMW de su época, un coche bastante discreto en el que sólo la medida de los neumáticos o la discreta banda que recorre el lateral nos advierten de que no es un automóvil como cualquier otro. En cuanto al motor, el seis cilindros de 3.0 litros era capaz de proporcionar en sus primeras versiones alimentadas por carburador los 180 CV (132 kilovatios), llegando a los 206 CV (152 kilovatios) en las últimas versiones alimentadas por inyección.

## Evolución
La evolución del CS en CSL incluía entre otras mejoras puertas y capó fabricados en aluminio, ventanillas en plexiglás, suspensiones más firmes, neumáticos de mayor tamaño y asientos deportivos. Con estas modificaciones se conseguía bajar el peso en 181 kg (399 libras), lo que cambiaba totalmente el comportamiento del coche.

## Competición
Pero el CSL demostró tener problemas de estabilidad en circuito, la elevada potencia que proporcionaba el seis cilindros (con potencias que alcanzaron los 480 CV (353 kilovatios)) hacía que el coche fuera demasiado nervioso, lo que limitaba su efectividad. Para solventar el problema BMW elaboró un espectacular kit aerodinámico que aumentaba la estabilidad al usarlo en competición. Debido a lo llamativo de las modificaciones pronto el CSL fue conocido como el Batmóvil, apodo con el que ha pasado a la historia.
El resultado del CSL en competición fue altamente satisfactorio, proclamándose vencedor del Campeonato de Europa de Turismos en 1973, 1975, 1976, 1977 y 1978. Solamente se le escapó el título en el año 1974, año en el que Ford obtuvo la victoria con el Escort RS 1600.

## Producción y valoración
La producción total del 3.0 CSL alcanzó las 1096 unidades, es por tanto un automóvil relativamente escaso. En cuanto a su cotización el rango de precios se mueve entre los 60 000 y los 80 000 €.

## Ficha técnica (versión de 1973)

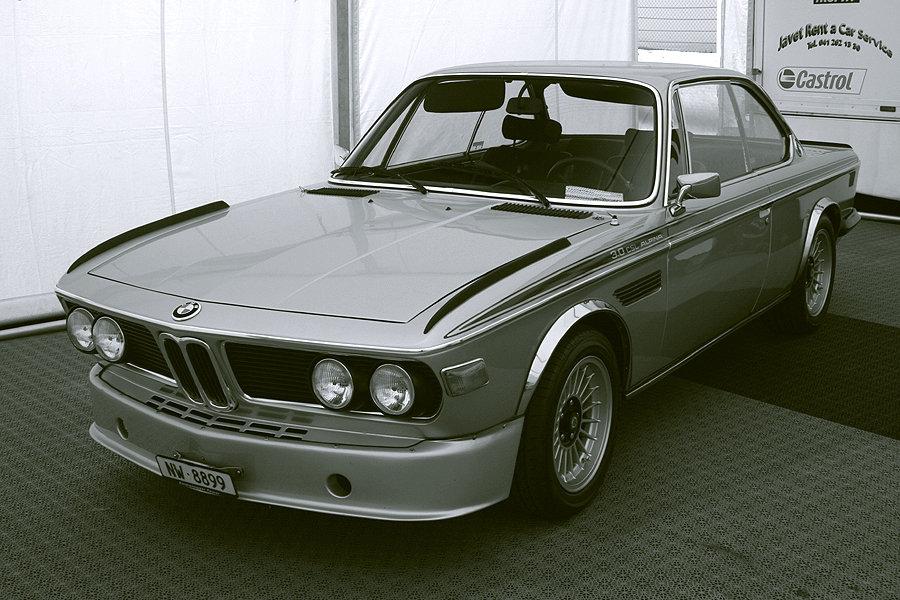
CSL modificado por Alpina.

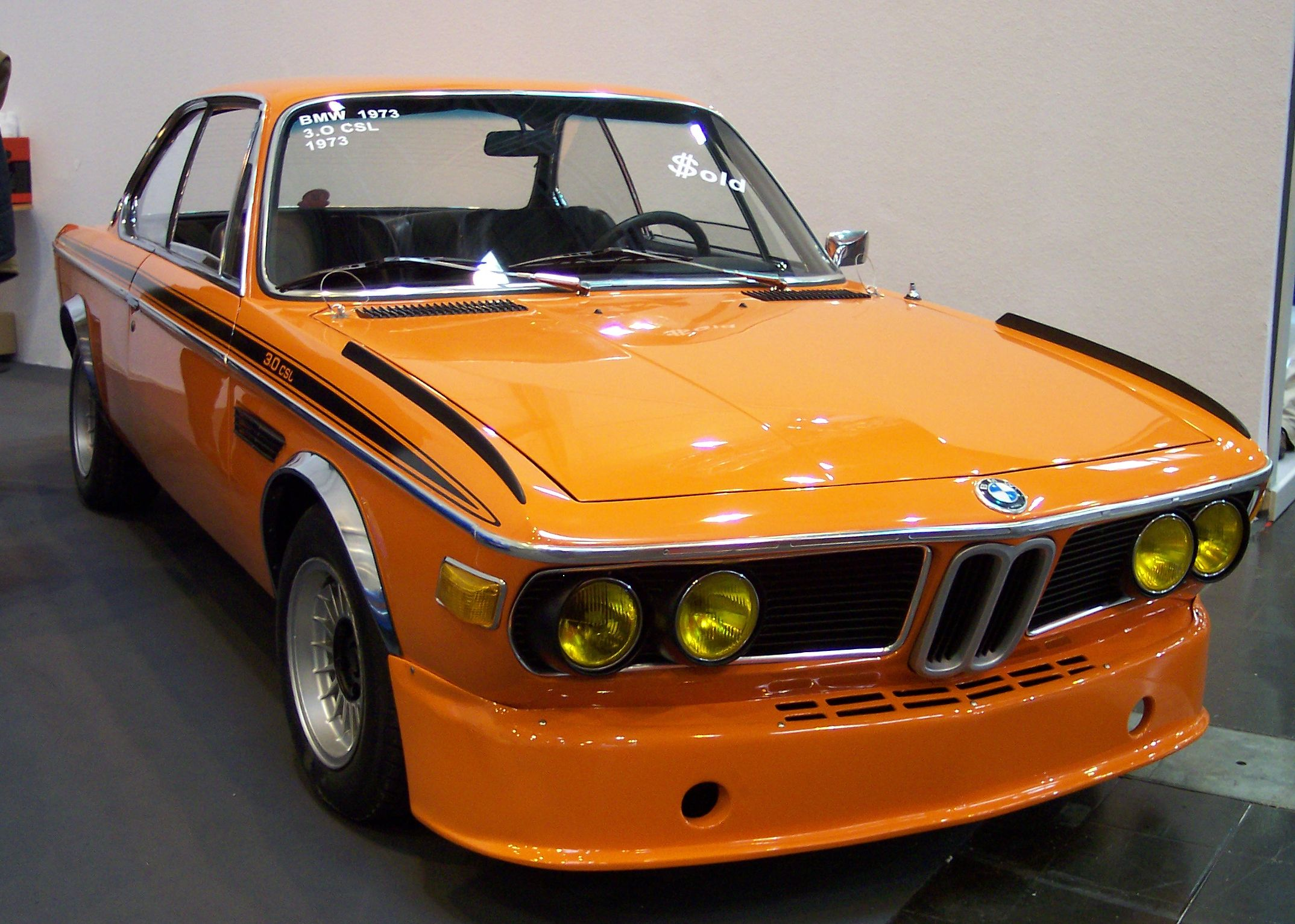
CSL de 1973.

- País de origen: Alemania

### Motor
- Cilindrada: 3153 cc
- Diámetro x carrera: 89,25 mm (3,51 pulgadas) x 84 mm (3,31 pulgadas)
- Compresión: 9,5:1
- Distribución: SOHC 2 válvulas por cilindro,
- Alimentación: Inyección Bosch
- Aspiración: Natural
- Potencia/régimen: 206 CV (152 kilovatios) a 5600 rpm
- Par/régimen: 286 Nm (211 lb-ft) a 4200 rpm

### Bastidor
- Tipo: monocasco de acero con paneles de aluminio
- Suspensión delantera: independiente (MacPherson)
- Suspensión trasera: independiente (brazos semicolgantes)
- Dirección: piñón y cremallera
- Frenos: discos 272 mm (10,7 pulgadas)

### Dimensiones
- Medida llanta: 7J 14
- Medida neumáticos: 195/70 VR 14
- Capacidad del depósito: 78 L

### Prestaciones
- 0-100 km/h (62 millas por hora) en 7,3 segundos